# São Paulo Railway Association
A São Paulo Railway Association foi um time de futebol formado por funcionários da São Paulo Railway Company. Em 14 de abril de 1895 o clube enfrentou o São Paulo Gaz Company[carece de fontes?] no que é considerada a primeira partida de futebol no Brasil. Sendo assim, a São Paulo Railway e o São Paulo Gaz Company foram as primeiras equipes de futebol no país.

## História
No dia 14 de abril de 1895, na Várzea do Carmo, no Brás, em São Paulo, foi realizada a primeira partida de futebol do Brasil, disputada de forma organizada, entre os funcionários da Companhia de Gás de São Paulo (São Paulo Gaz Company) e da Companhia Ferroviária de São Paulo (São Paulo Railway Company) onde a São Paulo Railway, o time que tinha de Charles Miller, venceu por 4 a 2.
O clube voltaria a jogar no dia 10 de julho de 1898, contra o São Paulo Athletic Club.